# 青莲镇 (江油市)
青莲镇，是中华人民共和国四川省绵阳市江油市下辖的一个乡镇级行政单位。
原为青莲乡。705年，李白五歲時，和他的父親李客遷居到蜀郡綿州彰明縣（今四川江油縣）青蓮鄉。
2019年12月，撤销九岭镇，将其所属行政区域划归青莲镇管辖，青莲镇人民政府驻明月路99号。

## 行政区划
青莲镇下辖以下地区：
李白故居社区、月圆村、太白村、太华村、裕光村、文丰村、诗仙村和邀月村。

## 交通
青莲镇位于 205省道（绵江快速通道路段）沿线，同时在西成客运专线设有青莲站，位于太白故居对面。
- 西成客运专线：青莲站